# Vlasta Kálalová

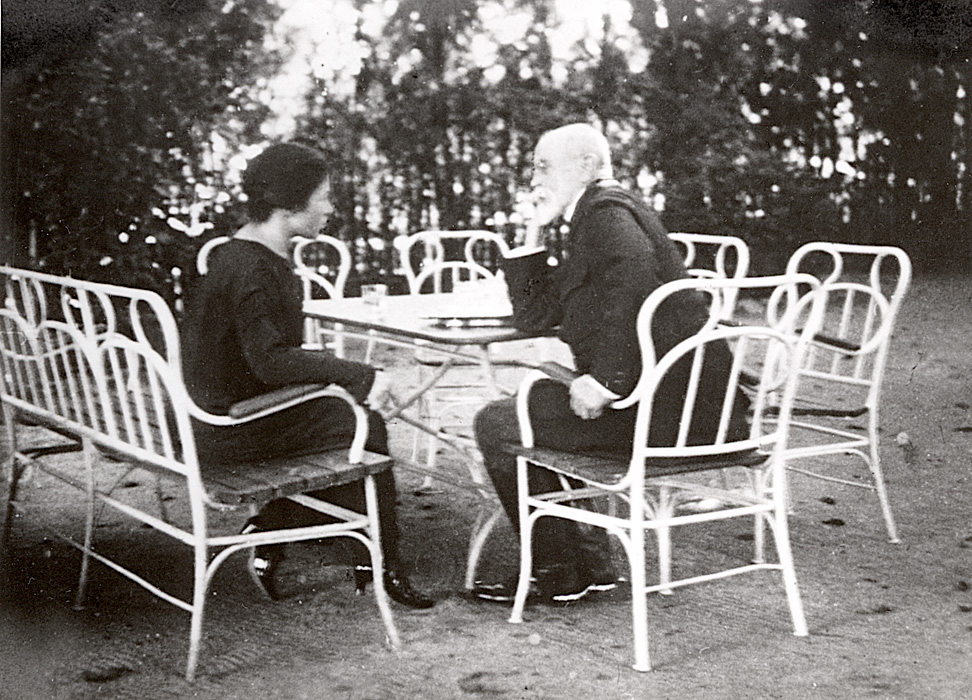
Vlasta Kálalová na spotkaniu z prezydentem Masarykiem

Vlasta Kálalová di Lotti (ur. 26 października 1896 w Bernarticach, zm. 15 lutego 1971 w Písku) – czeska biolog i lekarka, specjalizująca się w chorobach tropikalnych i entomologii. W latach 1925–1933 pracowała w Bagdadzie, gdzie leczyła między innymi członków irackiej rodziny królewskiej. Przyczyniła się do rozwoju badań nad chorobami tropikalnymi i poszerzyła kolekcję Muzeum Narodowego w Pradze o rzadkie okazy egzotycznych owadów.

## Życiorys

### Młodość i przygotowania do podróży
Urodziła się w Bernarticach koło Táboru w rodzinie nauczycielskiej. W wieku 17 lat władała siedmioma językami: angielskim, francuskim, rosyjskim, włoskim, hiszpańskim, niemieckim i tureckim. Studiowała medycynę (specjalizacja: chirurgia), arabistykę i iranistykę na Uniwersytecie Karola w Pradze. Ukończyła je z wyróżnieniem w 1922.
Podczas studiów wysłuchała wykładu profesora Jaroslava Hlavy na temat parazytologii, który wpłynął na jej życie. Hlava wspomniał o potrzebie stworzenia laboratorium, w którym naukowcy mogliby badać choroby tropikalne. Chciano zlokalizować je w Damaszku lub Bagdadzie.
W ramach przygotowań do wyjazdu w tamte rejony uczyła się arabskiego i perskiego, zapisała się także do tureckiego czasopisma medycznego, aby nauczyć się terminologii medycznej. Aby przygotować się na zmianę klimatu i tamtejsze ekstremalnie wysokie temperatury, w najgorętsze dni odbywała wielokilometrowe marsze. W międzyczasie napisała kilka bezowocnych wniosków o pożyczkę, a jej marzenie wydawało się niemożliwe do spełnienia. W 1924 roku córka prezydenta Czechosłowacji Alice Masaryková, założycielka Czechosłowackiego Czerwonego Krzyża, zorganizowała spotkanie z Tomášem Masarykiem na zamku w Topolczanach. W tym czasie 28-letnia lekarka opowiedziała prezydentowi o swoich problemach z uzyskaniem pieniędzy i wspomniała, że ma pewne oszczędności. Prezydent odpowiedział: „Zachowaj je, będziesz ich potrzebować. Mój prawnik ma już nakaz zapłaty za podróż”. Masaryk zauważył jej wielkie zdziwienie. Na realizację planów Kalalovej pożyczył jej 244 tysiące koron, które w ciągu trzech lat zdołała spłacić. Jeszcze w 1924 roku wyjechała do Konstantynopola, do kliniki Omara Paszy.

### Pobyt w Bagdadzie 1924–1932
Początkowo Kalalova nie mogła znaleźć pracy w żadnym szpitalu. Rozwiązaniem była tylko prywatna praktyka. Vlasta osiedliła się więc w Bagdadzie, gdzie przyjmowała przede wszystkim muzułmanki. Wkrótce później mogła sobie pozwolić na rozszerzenie swojej praktyki, a 15 marca 1925 otworzyła czechosłowacki szpital w Bagdadzie, w którym znajdowało się 20 łóżek. Kierowała nim przez siedem lat. W tym czasie usłyszał o niej sam król Fajsal I. Jakiś czas później Vlasta leczyła niektórych członków rodziny królewskiej.
Podczas pobytu w Iraku Vlasta Kálalová przyczyniła się również do rozwoju badań nad chorobami tropikalnymi. Swoje próbki badawcze wysyłała do Pragi. Kiedy Muzeum Narodowe poprosiło o pomoc w poszerzeniu kolekcji egzotycznych owadów, Kalalova wysłała kolekcję zawierającą pół miliona okazów do Działu Zoologicznego Muzeum Narodowego w Pradze. Starożytne zabytki z jej posiadłości znajdują się również w zbiorach Muzeum Kultur Azji, Afryki i Ameryki w Pradze.

### Rodzina
Po ślubie z wnukiem włoskich imigrantów, urzędnikiem państwowym w Iraku, Giorgiem di Lottim, urodziło się im dwoje dzieci – Radbor i Drahomila Lydia. Kálalová natychmiast po porodzie zaczęła ponownie pracować w szpitalu. Zachorowała jednak na dengę i przez kilka miesięcy leżała w łóżku.

### Powrót do Czechosłowacji
W 1932 roku wróciła do Czechosłowacji, gdzie po kilku latach wyzdrowiała.
W czasie niemieckiej okupacji Czechosłowacji w latach 1939–1945 mieszkała w rodzinnych Bernarticach, gdzie prowadziła prywatną praktykę. 8 maja 1945, ostatniego dnia II wojny światowej w Europie, wycofujący się żołnierze niemieccy zabili całą jej rodzinę. Ona sama uniknęła śmierci, ponieważ mordercy myśleli, że nie żyje. Natychmiast po tragedii Kálalová pomagała młodym ludziom dotkniętym wojną, a później zaczęła ponownie podróżować (USA, Norwegia, ZSRR, Włochy). Poszerzyła swoją znajomość języków do czternastu. Wykładała również w wielu miejscach w Europie i w Stanach Zjednoczonych.

### Prośba do Klementa Gottwalda
Vlasta Kálalová wykazała się niezwykłą odwagą, kiedy w osobistym liście zwróciła się do ówczesnego prezydenta Klementa Gottwalda z prośbą, aby nie podpisywał wyroku kary śmierci na czeską polityk, Miladę Horákovą. Swoją prośbę umotywowała tym, że Niemcy zabili Horakovej męża i dwoje dzieci.

### Śmierć
Kiedy Vlasta Kálalova di Lotti zmarła w lutym 1971, społeczeństwo było w większości nieświadome jej istnienia. Jej śmierć, w tym dane biograficzne, zostały zarejestrowane przez „Zdravotnické noviny”.

## Upamiętnienie

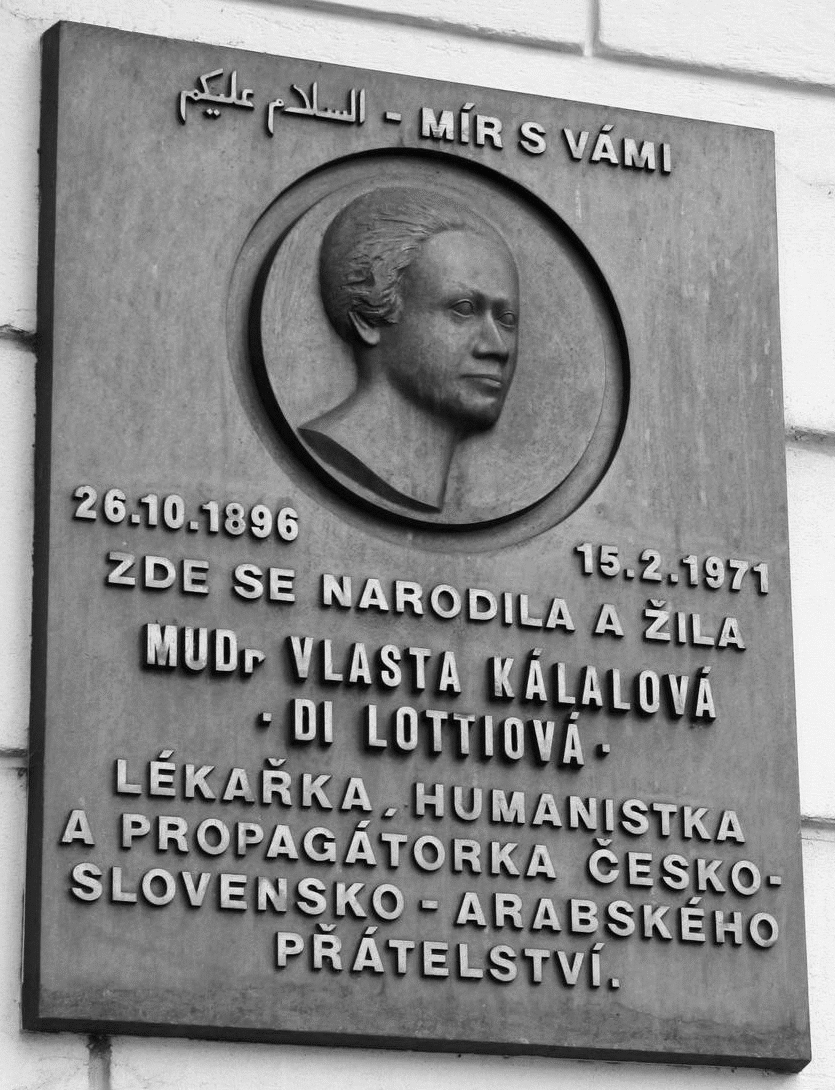
Tablica pamiątkowa na domu urodzenia Vlasty Kálalovej di Lotti w Bernarticach odsłonięta w 1992

- W oparciu o życiorys Vlasty Kálalovej powstała książka biograficzna autorstwa Ilony Borskiej zatytułowana Doktorka z domu Trubačů[18]. W 2009 książka ta zajęła 70 miejsce na liście 100 najpopularniejszych książek w ankiecie Kniha mého srdce[19]
- W 1992 Vlasta Kálalová została uhonorowana Orderem Masaryka III. klasy[20]
- Jej imieniem nazwano asteroidę 66934, odkrytą w 1999 roku[21]